# NEC PC-9801
La serie di NEC PC-9801 o PC-9800 (PC-9800シリーズ?, Pī Shī Kyūsen Happyaku Shirīzu), generalmente abbreviate in PC-98 o 98 (キューハチ?, Kyū-hachi), è una linea di personal computer giapponesi a 16 e 32 bit prodotti da NEC dal 1982 al 2000. La piattaforma segnò il predominio della NEC sul mercato nipponico dei personal computer e, al 1999, ne erano stati venduti più di 18 milioni. Sebbene NEC non abbia immesso sul mercato occidentale questi computer nello specifico, commercializzò la serie NEC APC, che aveva hardware simile ai primi modelli di PC-98.
Il PC-98 venne inizialmente lanciato come personal computer orientato al mondo del business e dotato di retrocompatibilità con la serie di successo PC-8800. La gamma di prodotti della serie venne ampliata e nel corso degli anni 1990 fu impiegata in diversi settori industriali, oltre che nell'istruzione e nell'hobbistica. NEC riuscì ad attirare fornitori di terze parti e un'ampia gamma di utenti, tanto che per il 1991 il PC-98 dominava il mercato nipponico dei PC con una fetta di mercato superiore al 60%. I cloni IBM non disponevano di capacità grafica adeguata per la gestione dei molteplici sistemi di scrittura giapponesi, specie quello dei kanji con i suoi migliaia di caratteri. Oltre a ciò, i produttori giapponesi di computer proponevano computer basati su architetture proprietarie per il mercato nazionale. I produttori globali di PC, ad eccezione di Apple, non erano riusciti a superare la barriera linguistica e il mercato nipponico dei PC era quindi rimasto isolato da quello globale.
Nel 1990, CPU e capacità grafiche medie erano state sufficientemente migliorate. Il sistema operativo DOS/V permetteva ai cloni IBM di visualizzare testi in giapponese utilizzando solo un software per i font, dando la possibilità ai produttori di PC di tutto il mondo di immettersi nel mercato nipponico dei computer. Il PC-98 è un computer su base x86 non compatibile con IBM ed è quindi in grado di eseguire versioni portabili (e localizzate) di MS-DOS e Microsoft Windows. Tuttavia, con la progressiva diffusione di Windows, gli sviluppatori di software non avevano più la necessità di creare software specifici per ogni piattaforma e il PC-98 iniziò a essere considerato come un'altra delle macchine basate su Windows, alla stregua di altri cloni IBM. Il PC-98 adottava parti non proprietarie sviluppate per i cloni IBM per ridurre i costi di produzione. A fronte dell'affermarsi di Windows 95, la domanda per i PC-98, da cui dipendevano le applicazioni legacy, diminuì. Nel 1997, NEC abbandonò la compatibilità coi PC-98 e lanciò la serie PC98-NX, basata sul PC System Design Guide.

## Caratteristiche
Il primo modello possiede una CPU Intel 8086 a 5 MHz con 128 KByte di RAM (espandibile a 640 kB) e risoluzione video massima di 640×400 ad 8 colori grazie a due controller video µPD7220 (uno per il testo e uno per la grafica). Il successore PC-9801E, apparso nel 1983, utilizzava una CPU 8086-2, che poteva utilizzare selettivamente una velocità di 5 o 8 MHz. Il NEC PC-9801VM usava una CPU NEC V30.
Negli anni 1980 e all'inizio degli anni 1990, NEC dominava il mercato domestico giapponese dei PC dove più del 60% dei PC venduti erano PC9801 o NEC PC-8801. Nel 1990, IBM Giappone introdusse il sistema operativo DOS/V che permetteva di mostrare i caratteri giapponesi su uno standard IBM PC/AT con scheda grafica VGA. Dopo tale evento iniziò il declino del PC98. L'ultimo discendente del PC-9801 fu il PC-9821Ra43 basato sul Celeron (con velocità di clock di 433 MHz), apparso nel 2000.
Mentre NEC non commercializzò in occidente il PC-98, vendette invece il NEC APC III, che aveva un hardware similare ai primi modelli del PC-98.
Il FreeBSD/pc98 può essere installato sui PC-9801 equipaggiati con un Intel 80386 o compatibile.
NEC non aveva una solida GUI per competere ad armi pari contro quella di Microsoft Windows 95 e per questo motivo Windows conquistò il mercato giapponese dei PC in modo repentino. La decisione di NEC di lavorare con Microsoft per offrire una versione di Windows 95 compatibile con i PC98 fu visto come il primo passo verso il declino della serie dei computer 9800, dal momento che i consumatori non erano più obbligati a possedere un computer costruito da NEC per eseguire il software progettato per Windows.
Il PC98 si differenzia dall'IBM PC in molteplici modi; per esempio utilizzava il C-Bus proprietario a 16 bit al posto del bus ISA; BIOS, ingressi/uscite mappati in memoria, gestione della memoria e output della grafica sono anch'essi diversi. Comunque, versioni personalizzate (localized) di MS-DOS o di Windows possono essere installati sui PC-9801.
Seiko Epson produsse sia dei cloni del PC-9801, che delle periferiche compatibili.
NEC mantenne molto del proprio hardware come proprietario o dato sotto licenza; in tal modo aveva virtualmente il monopolio sul mercato giapponese. Più tardi, i cloni dei PC IBM con DOS/V e Windows come quelli prodotti da Hitachi e Panasonic che non dovevano pagare tali commissioni per la licenza (che invece Epson pagava per vendere i cloni del 98), invasero il mercato e spiazzarono NEC. La tecnologia proprietaria, che era il punto di forza di NEC, si trasformò nel suo punto debole. I rivali infatti poterono utilizzare tecnologie disponibili a tutti per costruire cloni PC IBM più economici, quando invece NEC faceva pagare molto caramente la propria serie di computer PC9800.
Quando il PC98 fu commercializzato nel 1982, aveva un prezzo iniziale di 298.000 yen (circa 1.200 USD del 1982).
Gli emulatori più famosi per il PC9801 includono T98-NEXT, NekoprojectII (np2) e ANEX 86.

## Come piattaforma di gioco

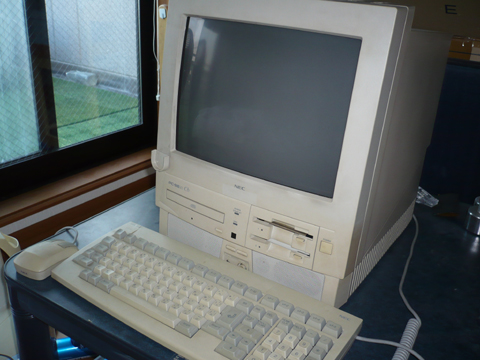
NEC PC9821Cb2 (98MULTi CanBe)

Nonostante fosse pensato principalmente per l'utilizzo come macchina da ufficio, esistono oltre 4000 videogiochi commerciali pubblicati per il PC-9801. Inizialmente i giochi erano pochi e perlopiù conversioni dal suo predecessore a 8 bit, il PC-8801. Con il progredire della serie del PC-98, specialmente dal 1986, ci fu un maggior salto di qualità rispetto al PC-88 e aumentò molto la produzione di giochi per PC-98, che diventò preponderante verso la fine del decennio. Malgrado avesse specifiche hardware inferiori ai personal computer concorrenti FM Towns e Sharp X68000 in ambito videoludico, la grande quota di mercato e il flusso continuo di nuovi giochi (in particolare dating sim in stile "dōjin", giochi di ruolo e i primi giochi della serie Touhou Project) per il "Kyuu-Hachi" ("nove-otto" in giapponese) lo fecero diventare la piattaforma preferita per gli sviluppatori di giochi per computer in Giappone, fino all'ascesa degli IBM compatibili con DOS/V.

## Modelli
Elenco molto parziale (mancanza della maggior parte dei modelli dal 1992 al 2000 e di tutti i notebook) dei modelli usciti sul mercato giapponese.
| Modello         | CPU                          | Anno | RAM                                              | Caratteristiche                         | Note                                                                                               |
| --------------- | ---------------------------- | ---- | ------------------------------------------------ | --------------------------------------- | -------------------------------------------------------------------------------------------------- |
| PC-9801         | 8086 5 MHz                   | 1982 | 128 kB                                           | 6 slot C-bus                            | 640×400 8 colori, 2 floppy drive esterni da 8"(opzionali) 298,000yen                               |
| PC-9801E        | 8086-2 5/8 MHz               | 1983 |                                                  |                                         | 2 floppy drive esterni da 8"(opzionali)                                                            |
| PC-9801F        | 8086-2 5/8 MHz               | 1983 | I modelli F1 e F2 ne avevano 128 kB, l'F3 256 kB | Il modello F3 aveva hard-disk da 10 Mb  | Floppy drive interni, 5" 2DD(640KB/720KB)                                                          |
| PC-9801M        | 8086-2 5/8 MHz               | 1984 | 512 kB                                           |                                         | M1: 2 floppy drive interni, 5" 2HD(1 mB/1.2 mB); M2: 1 floppy interno e HD 20Mb                    |
| PC-9801VM       | NEC V30 8 MHz                | 1985 | 384 kB                                           |                                         | doppio floppy-disk da 5 pollici 2HD/2DD 640×400 a 16 colori scelti tra 4096 disponibili            |
| PC-9801VX       | Intel 80286 10 MHz           | 1986 | 1 MByte                                          |                                         | risoluzione video 640×400 a 16 colori scelti tra 4096 disponibili                                  |
| PC-9801U        | NEC V30 8 MHz                | 1985 | 128 kB                                           |                                         | 2 floppy-disk da 3.5" 2DD                                                                          |
| PC-9801UV       | NEC V30 10/8 MHz             | 1984 | 384 kB                                           |                                         | 2 floppy-disk da 3.5" 2HD/2DD                                                                      |
| PC-9801UX       | 80286 10 MHz                 | 1987 |                                                  | 2 floppy-disk da 3.5" 2HD/2DD           | |
| PC-9801RA       | 80386DX 16-20 MHz            | 1988 |                                                  |                                         | 2 floppy-disk da 5" 2HD/2DD                                                                        |
| PC-9801RS       | 80386SX 16-20 MHz            | 1989 |                                                  |                                         | 2 floppy-disk da 5" 2HD/2DD                                                                        |
| PC-9801RX       | 80286 16-20 MHz              | 1989 |                                                  |                                         | 2 floppy-disk da 5" 2HD/2DD                                                                        |
| PC-9801ES       | 80386SX 16-20 MHz            | 1989 |                                                  | ES2 no HD, ES5 HD 40MB                  | 2 floppy-disk da 3.5" 2HD/2DD                                                                      |
| PC-9801EX       | 80286 16-20 MHz              | 1989 |                                                  |                                         | 2 floppy-disk da 3.5" 2HD/2DD                                                                      |
| PC-9801DA, DA/U | 80386DX/20 MHz               | 1990 |                                                  |                                         | Unificazione dei nomi dei modelli con floppy da 5" e 3.5". /U indica il modello con floppy da 3.5" |
| PC-9801DS, DS/U | 80386SX/16 MHz               | 1990 |                                                  |                                         | Unificazione dei nomi dei modelli con floppy da 5" e 3.5". /U indica il modello con floppy da 3.5" |
| PC-9801DX, DX/U | 80286                        | 1991 |                                                  |                                         | Unificazione dei nomi dei modelli con floppy da 5" e 3.5". /U indica il modello con floppy da 3.5" |
| PC-9801FA, FA/U | 80486SX/16 MHz               | 1992 |                                                  |                                         | F sta per "File slot", slot di espansione proprietaria per dispositivi di memorizzazione           |
| PC-9801FS, FS/U | 80386DX/16 MHz               | 1992 |                                                  |                                         | |
| PC-9801FX, FX/U | 80386SX/16 MHz               | 1992 |                                                  |                                         | |
| PC-9821         | Intel 80386SX 20 MHz         | 1992 | 4 MB                                             | lettore CD-ROM                          | hard disk 40 MB, risoluzione video 640×480 a 256 colori ed interfaccia SCSI MS Windows 3.0         |
| PC-9821Ce       | 80486SX/25 MHz               | 1993 |                                                  |                                         | MS Windows 3.1                                                                                     |
| PC-9821Ce2/Cs2  | 80486SX 25(Ce2)/33(Cs2) MHｚ | 1994 |                                                  |                                         | |
| PC-9821Cx       | i486SX 33 MHz                | 1994 |                                                  |                                         | MS-DOS 5.2, Windows 3.1                                                                            |
| PC-9821Cf       | Pentium 60 MHz               | 1994 |                                                  | Telecomando e sintonizzatore TV         | MS windows 3.1 MS DOS 5.0                                                                          |
| PC-9821Cx2      | Pentium 75 MHz               | 1995 |                                                  | CD-ROM 4x, HDD 850MB, sintonizzatore TV | MS-DOS 6.2, Windows 3.1                                                                            |
| PC-9821Cx3      | Pentium 100 MHz              | 1995 |                                                  |                                         | Windows 95                                                                                         |
| PC-9821Ra43     | Celeron 443 MHz              | 2000 |                                                  |                                         | Ultimo computer della serie                                                                        |

Essendo basati su processori x86 tutti i computer NEC PC-98 sono compatibili con diversi sistemi operativi.